# José Mandalúniz Ealo
José Mandalúniz Ealo (Galdakao, 19 de març de 1910 - ?) fou un futbolista basc de les dècades de 1930 i 1940.

## Trajectòria
Fou davanter de l'Athletic Club a finals dels anys vint. Guanyà la lliga espanyola els anys 1929-30 i 1933-34, i el campionat basc els anys 1929, 1934 i 1935. Jugà a l'Arenas de Getxo i breument al Reial Madrid, retornant a l'Athletic el 1933. La temporada 1935-36 fitxà pel RCD Espanyol.
Era cosí de José Iraragorri i políticament compromès, arriant a ser empresonat l'any 1933. Finalitzada la Guerra Civil emigrà a França, on continuà jugant a futbol a l'Stade Français i al FC Rouen. Amb aquest darrer club fou màxim golejador de la lliga francesa el 1942 amb 17 gols.
Més tard esdevingué entrenador al CEP Lorient, i del FC Rouen de 1950 a 1952. Intentà retornar a Espanya, en va, i acabà emigrant a Veneçuela.

## Palmarès
- Lliga espanyola:
  - 1929-30, 1931-32, 1933-34
- Copa espanyola:
  - 1929-30